# Сборная Коста-Рики по пляжному футболу
Сборная Коста-Рики по пляжному футболу (исп. Selección de fútbol playa de Costa Rica) — национальная команда, которая представляет Коста-Рику на международных соревновательных дисциплинах по пляжному футболу. Управляется Коста-риканской федерации футбола.
Сборная Коста-Рики два раза участвовала в чемпионатах мира, но никогда не преодолевала групповой этап. По состоянию на июль 2024 года Коста-Рика в мировом рейтинге пляжного футбола занимает 25 место.

## История
Пляжный футбол на Коста-Рике начал развиваться после организации 11 ноября 1999 года Лиги пляжного футбола. В 2001 году пляжный футбол попал в программу Центральноамериканского футбольного союза, Луис Салазар Вильегас был назначен делегатом от Коста-Рики по пляжному футболу. В том же году был проведён первый национальный чемпионат.
20 января 2003 года поступило предложение создать при Коста-риканской федерации футбола национальную сборную по пляжному футболу. Свой первый выезд команда провела в мае 2003 года, когда отправилась в Порту-Алегри (Бразилия) на турнир наций. Коста-Рика там сыграла против Бразилии, Аргентины, Эквадора и Перу.
Впоследствии команда играла на Кубке Эквадора (2003), Кубке Перу (2004) и Кубке Лас-Америки (2005, 2006).
В сентябре 2006 года Коста-Рика дебютировала на чемпионате КОНКАКАФ, где по итогам турнира заняла третье место. На турнире 2009 года костариканцы дошли до финала, но уступили там Сальвадору (3:6). Игрок команды Ричард Стерлинг был признан лучшим игроком турнира. Несмотря на поражение в решающем матче, Коста-Рика получила право сыграть на чемпионате мира 2009 года в Дубае. На мундиале команда выступила неудачно, проиграв во всех матчах группы с Россией (1:5), Аргентиной (0:6) и Италией (1:3).
В 2012 и 2013 году Коста-Рика играла на Кубке Пилснера, где занимала четвёртое и третья места соответственно. Трижды команда участвовала на Центральноамериканском кубке, добившись дважды серебряных наград и один раз — бронзовых.
Во второй раз в финал чемпионата КОНКАКАФ Коста-Рика попала на турнире 2015 года, сумев обыграть в полуфинале Сальвадор (2:1). Тем не менее в решающей игре команда уступила Мексике со счётом 0:4. На мундиале 2015 года в Португалии Коста-Рика также проиграла все матчи группового этапа с Италией (1:6), Швейцарии (3:4) и Оману (2:4).
В феврале 2021 года на Кубке Национального института спорта в Сальвадоре Коста-Рика обыграла в финале команду «Барра де Сантьяго» (5:4). В марте 2021 года Коста-Рика провела четыре товарищеских матча со Швейцарией, завершившиеся во всех случаях поражениями — 3:6, 3:4, 5:13, 5:13, 0:5.

## Достижения
Чемпионат КОНКАКАФ по пляжному футболу
- Второе место: 2009, 2015
- Третье место: 2006

## Статистика

### Чемпионат мира
| Год          | Раунд                  | Место                  | И                      | В                      | В+                     | П                      | ГЗ                     | ГП                     |
| ------------ | ---------------------- | ---------------------- | ---------------------- | ---------------------- | ---------------------- | ---------------------- | ---------------------- | ---------------------- |
| 1995 по 2005 | не участвовал          | не участвовал          | не участвовал          | не участвовал          | не участвовал          | не участвовал          | не участвовал          | не участвовал          |
| 2006         | не прошла квалификацию | не прошла квалификацию | не прошла квалификацию | не прошла квалификацию | не прошла квалификацию | не прошла квалификацию | не прошла квалификацию | не прошла квалификацию |
| 2007         | не прошла квалификацию | не прошла квалификацию | не прошла квалификацию | не прошла квалификацию | не прошла квалификацию | не прошла квалификацию | не прошла квалификацию | не прошла квалификацию |
| 2008         | не прошла квалификацию | не прошла квалификацию | не прошла квалификацию | не прошла квалификацию | не прошла квалификацию | не прошла квалификацию | не прошла квалификацию | не прошла квалификацию |
| 2009         | групповой этап         | 15 место               | 3                      | 0                      | 0                      | 3                      | 2                      | 14                     |
| 2011         | не прошла квалификацию | не прошла квалификацию | не прошла квалификацию | не прошла квалификацию | не прошла квалификацию | не прошла квалификацию | не прошла квалификацию | не прошла квалификацию |
| 2013         | не прошла квалификацию | не прошла квалификацию | не прошла квалификацию | не прошла квалификацию | не прошла квалификацию | не прошла квалификацию | не прошла квалификацию | не прошла квалификацию |
| 2015         | групповой этап         | 16 место               | 3                      | 0                      | 0                      | 3                      | 6                      | 17                     |
| 2017         | не прошла квалификацию | не прошла квалификацию | не прошла квалификацию | не прошла квалификацию | не прошла квалификацию | не прошла квалификацию | не прошла квалификацию | не прошла квалификацию |
| 2019         | не прошла квалификацию | не прошла квалификацию | не прошла квалификацию | не прошла квалификацию | не прошла квалификацию | не прошла квалификацию | не прошла квалификацию | не прошла квалификацию |
| 2021         | не прошла квалификацию | не прошла квалификацию | не прошла квалификацию | не прошла квалификацию | не прошла квалификацию | не прошла квалификацию | не прошла квалификацию | не прошла квалификацию |
| 2024         | не прошла квалификацию | не прошла квалификацию | не прошла квалификацию | не прошла квалификацию | не прошла квалификацию | не прошла квалификацию | не прошла квалификацию | не прошла квалификацию |
| 2025         |                        |                        |                        |                        |                        |                        |                        |                        |
| Всего        | 2/23                   | 2/23                   | 6                      | 0                      | 0                      | 6                      | 8                      | 31                     |

### Чемпионат КОНКАКАФ
| Год   | Результат      | И              | В              | В+             | П              | ГЗ             | ГП             |
| ----- | -------------- | -------------- | -------------- | -------------- | -------------- | -------------- | -------------- |
| 2005  | не участвовала | не участвовала | не участвовала | не участвовала | не участвовала | не участвовала | не участвовала |
| 2006  | 3 место        | 4              | 3              | 0              | 1              | 19             | 18             |
| 2007  | 6 место        | 4              | 1              | 0              | 3              | 13             | 18             |
| 2008  | 4 место        | 3              | 0              | 0              | 3              | 5              | 18             |
| 2009  | 2 место        | 4              | 1              | 1              | 2              | 11             | 15             |
| 2011  | 4 место        | 5              | 2              | 0              | 3              | 21             | 17             |
| 2013  | 4 место        | 4              | 1              | 1              | 2              | 25             | 20             |
| 2015  | 2 место        | 6              | 5              | 0              | 1              | 29             | 15             |
| 2017  | 9 место        | 6              | 2              | 2              | 2              | 24             | 20             |
| 2019  | групповой этап | 3              | 1              | 0              | 2              | 13             | 15             |
| 2021  | 1/4 финала     | 4              | 3              | 0              | 1              | 19             | 14             |
| 2023  | 1/4 финала     | 4              | 2              | 0              | 2              | 23             | 19             |
| Всего | 11/12          | 47             | 21             | 4              | 20             | 202            | 189            |